# اصطناع كرونكه للبيريدين
اصطناع كرونكه للبيريدين هو تفاعل اصطناع عضوي لتحضير مشتقات البيريدين المستبدلة انطلاقاً من البيريدين نفسه. ينسب هذا التفاعل الاسمي إلى الكيميائي الألماني فريتز كرونكه Fritz Kröhnke.

## وصف التفاعل
في هذا التفاعل تتمّ مفاعلة البيريدين مع α-برومو إستر ألكيلي ليتشكّل ملح بيريدينيوم، تكون فيه مجموعة الميثيلين ذات صفة حمضية قوية، ممّا يؤدي إلى حدوث تفاعل إضافة شبيه بتفاعل مايكل مع مركّبات الكربونيل α،β-غير المشبعة بوجود أسيتات الأمونيوم، حيث يحدث تفاعل إغلاق للحلقة وتشكّل للبيريدين المستبدل بالإضافة إلى بروميد البيريدينيوم.

## آلية التفاعل
ما يلي وصف تفصيلي لآلية تفاعل تحضير مشتق البيريدين: 6،4،2-ثلاثي ميثيل البيريدين: